# Беришвили, Паата Ирадионович
Паа́та Ирадио́нович Беришви́ли (груз. პაატა ირადიონის ძე ბერიშვილი; род. 30 сентября 1973, Онский район, Рача-Лечхуми и Квемо-Сванети) — российский футболист, имеющий также грузинское гражданство; тренер.

## Карьера

### Клубная
Его дебют в Высшей лиге состоялся в 1992 году в команде «Динамо» из города Ставрополь. Большую часть карьеры провёл именно в этом клубе, играя в основном в первом и втором дивизионах.

### Тренерская
После завершения карьеры стал двукратным чемпионом Первенства России по футболу в составе сборной Ставропольского края среди ветеранов старше 35 лет. В 2011 году работал помощником главного тренера в ФК «Гигант» села Сотниковское в 1-й группе первенства Ставропольского края, где стал серебряным призёром первенства в общекомандном зачёте. С 27 февраля 2012 года — главный тренер в команде «Ставрополь».